# Elefantenhaut
Elefantenhaut (på dansk betyder det elefanthud) er et beskyttet varemærke inden for papir. Det  markedsføres af firmaet Zanders Feinpapiere AG. Papiret er kraftigt, robust og med en grov, hudagtig struktur, der har givet anledning til navnet. Papiret kan få en marmoreret struktur ved iblanding af særlige fibre. Det fås i flere farver. Papiret er yderligere imprægneret, hvorved det bliver kradse- og slidfast. Det kan benyttes i laserprintere og kopimaskiner og benyttes gerne til bekendtgørelser, menukort, indbydelser, lykønskningskort, visitkort og til bogbinderarbejder. 